# Strada M01
La strada M01 (in ucraino Автошлях M01?, Avtošljak M01) è una strada ucraina che unisce la capitale Kiev con frontiera bielorussa. Oltre confine continua come M8.
Forma parte delle strade europee E95 ed E101.